# Fred Newhouse
Frederick Vaughn Newhouse, dit Fred Newhouse, né le 8 novembre 1948 à Honey Grove (Texas) et mort le 20 janvier 2025, est un athlète américain spécialiste du 400 mètres.
Il se distingue durant l'année 1971 en se classant deuxième de la finale du 400 m des Jeux panaméricains de Cali derrière son compatriote John Smith. En 1976, Fred Newhouse monte sur la deuxième marche du podium des Jeux olympiques de Montréal en établissant en 44 s 40 le meilleur temps de sa carrière. Il est devancé par le Cubain Alberto Juantorena. Quelques jours plus tard, il remporte la médaille d'or du relais 4 × 400 mètres aux côtés de Herman Frazier, Benjamin Brown et Maxie Parks.

## Palmarès
| Date | Compétition        | Lieu     | Résultat | Discipline | Performance   |
| ---- | ------------------ | -------- | -------- | ---------- | ------------- |
| 1971 | Jeux panaméricains | Cali     | 2e       | 400 m      | 45 s 09       |
| 1976 | Jeux olympiques    | Montréal | 2e       | 400 m      | 44 s 40       |
| 1976 | Jeux olympiques    | Montréal | 1er      | 4 × 400 m  | 2 min 58 s 65 |